# Lebret
Lebret es un pueblo canadiense situado en la provincia de Saskatchewan.

## Superficie
Lebret tiene una superficie de 1,24 km².

## Demografía
En 2021, tenía 226 habitantes, una densidad poblacional de 182,2 hab./km², y 146 viviendas.